# Atle Lie McGrath
Atle Lie McGrath (ur. 21 kwietnia 2000 w Vermont) – norweski narciarz alpejski, srebrny medalista mistrzostw świata seniorów i juniorów.

## Kariera
Po raz pierwszy na arenie międzynarodowej pojawił się 1 grudnia 2016 roku w Geilo, gdzie w zawodach juniorskich zajął 59. miejsce w gigancie. W 2018 roku wystartował na mistrzostwach świata juniorów w Davos, najlepszy wynik osiągając w supergigancie, w którym był siódmy. Podczas mistrzostw świata juniorów w Val di Fassa rok później wywalczył srebrny medal w kombinacji. Na tej samej imprezie zajął także czwarte miejsce w zjeździe, wynik ten powtarzając na mistrzostwach świata juniorów w Narwiku w 2020 roku.
W zawodach Pucharu Świata zadebiutował 12 stycznia 2019 roku w Adelboden, gdzie nie ukończył pierwszego przejazdu giganta. Pierwsze pucharowe punkty wywalczył 23 grudnia 2019 roku w Alta Badia, zajmując 24. miejsce w gigancie równoległym. Pierwszy raz na podium zawodów pucharowych stanął 20 grudnia 2020 roku w Alta Badia, kończąc rywalizację w gigancie na drugiej pozycji. Rozdzielił tam Alexisa Pinturaulta z Francji i Szwajcara Justina Murisiera. W sezonie 2021/2022 zajął trzecie miejsce w klasyfikacji slalomu i klasyfikacji PAR.
Wziął udział w igrzyskach olimpijskich w Pekinie w 2022 roku, gdzie zajął 31. miejsce w slalomie, a rywalizacji w gigancie nie ukończył. Na rozgrywanych rok później mistrzostwach świata w Courchevel/Méribel był piąty w kombinacji, a supergiganta nie ukończył. Na mistrzostwach świata w Saalbach w 2025 roku zdobył srebrny medal w slalomie. Wyprzedził go jedynie Szwajcar Loïc Meillard, a trzecie miejsce zajął Niemiec Linus Straßer.
Jego ojciec, Felix McGrath reprezentował USA w narciarstwie alpejskim, a matka - Selma Lie była norweską biegaczką narciarską.

## Osiągnięcia

### Igrzyska olimpijskie
| Miejsce | Dzień     | Rok  | Miejscowość | Konkurencja | Czas biegu | Strata | Zwycięzca      |
| ------- | --------- | ---- | ----------- | ----------- | ---------- | ------ | -------------- |
| DNF1    | 13 lutego | 2022 | Pekin       | Gigant      | 2:09,35    | -      | Marco Odermatt |
| 31.     | 16 lutego | 2022 | Pekin       | Slalom      | 1:44,09    | +13,26 | Clément Noël   |

### Mistrzostwa świata
| Miejsce | Dzień     | Rok  | Miejscowość        | Konkurencja          | Czas biegu | Strata | Zwycięzca         |
| ------- | --------- | ---- | ------------------ | -------------------- | ---------- | ------ | ----------------- |
| 5.      | 7 lutego  | 2023 | Courchevel/Méribel | Kombinacja           | 1:53,31    | +0,72  | Alexis Pinturault |
| DNF     | 9 lutego  | 2023 | Courchevel/Méribel | Supergigant          | 1:07,22    | -      | James Crawford    |
| 7.      | 4 lutego  | 2025 | Saalbach           | Zawody drużynowe     | –          | –      | Włochy            |
| DNF2    | 12 lutego | 2025 | Saalbach           | Kombinacja drużynowa | 2:42,38    | -      | Szwajcaria 1      |
| 10.     | 14 lutego | 2025 | Saalbach           | Gigant               | 2:39,71    | +1,22  | Raphael Haaser    |
| 2.      | 16 lutego | 2025 | Saalbach           | Slalom               | 1:54,02    | +0,26  | Loïc Meillard     |

### Mistrzostwa świata juniorów
| Miejsce | Dzień       | Rok  | Miejscowość  | Konkurencja     | Czas biegu | Strata | Zwycięzca       |
| ------- | ----------- | ---- | ------------ | --------------- | ---------- | ------ | --------------- |
| 16.     | 31 stycznia | 2018 | Davos        | Zjazd           | 2:20,18    | +1,08  | Marco Odermatt  |
| 7.      | 2 lutego    | 2018 | Davos        | Supergigant     | 1:07,59    | +1,58  | Marco Odermatt  |
| 16.     | 4 lutego    | 2018 | Davos        | Superkombinacja | 2:01,77    | +4,87  | Marco Odermatt  |
| 13.     | 6 lutego    | 2018 | Davos        | Gigant          | 1:39,47    | +3,37  | Marco Odermatt  |
| DNF1    | 7 lutego    | 2018 | Davos        | Slalom          | 1:45,31    | -      | Clément Noël    |
| 4.      | 20 lutego   | 2019 | Val di Fassa | Zjazd           | 1:20,21    | +0,46  | Lars Rösti      |
| DNF     | 21 lutego   | 2019 | Val di Fassa | Supergigant     | 1:09,29    | -      | River Radamus   |
| 2.      | 23 lutego   | 2019 | Val di Fassa | Superkombinacja | 2:04,03    | +0,42  | Tobias Hedström |
| 30.     | 25 lutego   | 2019 | Val di Fassa | Gigant          | 1:57,96    | +4,22  | River Radamus   |
| 19.     | 26 lutego   | 2019 | Val di Fassa | Slalom          | 1:46,52    | +2,80  | Alex Vinatzer   |
| 4.      | 7 marca     | 2020 | Narwik       | Zjazd           | 1:02,38    | +0,25  | Alexis Monney   |
| DNF     | 8 marca     | 2020 | Narwik       | Supergigant     | 1:06,47    | -      | Stefan Rieser   |

### Puchar Świata

#### Miejsca w klasyfikacji generalnej
- sezon 2018/2019: -
- sezon 2019/2020: 133.
- sezon 2020/2021: 56.
- sezon 2021/2022: 12.
- sezon 2022/2023: 20.
- sezon 2023/2024: 12.
- sezon 2024/2025: 7.

#### Miejsca na podium w zawodach
1. Alta Badia – 20 grudnia 2020 (gigant) – 2. miejsce
2. Lech – 14 listopada 2021 (slalom równoległy) – 3. miejsce
3. Schladming – 25 stycznia 2022 (slalom) – 2. miejsce
4. Flachau – 9 marca 2022 (slalom) – 1. miejsce
5. Méribel – 20 marca 2022 (slalom) – 1. miejsce
6. Adelboden – 8 stycznia 2023 (slalom) – 2. miejsce
7. Adelboden – 7 stycznia 2024 (slalom) – 2. miejsce
8. Wengen – 14 stycznia 2024 (slalom) – 2. miejsce
9. Aspen – 1 marca 2024 (gigant) – 3. miejsce
10. Sölden – 27 października 2024 (gigant) – 3. miejsce
11. Gurgl – 24 listopada 2024 (slalom) – 3. miejsce
12. Val d’Isère – 15 grudnia 2024 (slalom) – 2. miejsce
13. Alta Badia – 23 grudnia 2024 (slalom) – 3. miejsce
14. Wengen – 19 stycznia 2025 (slalom) – 1. miejsce
15. Hafjell – 16 marca 2025 (slalom) – 2. miejsce